# Roudnice (vrchol)
Roudnice je nejvyšší vrch geomorfologického celku Hornosázavská pahorkatina ležící asi 2 kilometry severozápadně od obce Vepřová. Tento vrch leží v Přibyslavské pahorkatině a je tvořený převážně rulami.

## Geomorfologické členění
- Provincie: Česká vysočina
  - Subprovincie: Česko-moravská soustava
    - oblast: Českomoravská vrchovina
      - Celek: Hornosázavská pahorkatina
        - Podcelek: Havlíčkobrodská pahorkatina
          - Okrsek: Přibyslavská pahorkatina